# Мули-Экарт, Рихард дю
Граф Рихард Мария Фердинанд дю Мули-Экарт (нем. Richard Du Moulin-Eckart; 27 ноября 1864, Лейпциг — 1 апреля 1938, Мюнхен) — немецкий историк, педагог, профессор Гейдельбергского и Мюнхенского технического университетов.

## Биография
Из старинного дворянского рода французского происхождения. Отец бригадефюрера СА, шефа отдела разведки Верховного штаба СА (1930—1932), одного из руководителей штурмовых отрядов Карла Леона дю Мули-Экарта (1900—1991).
Второй сын графа Эдуарда Густава дю Мули-Экарта (1834—1902) и его жены Каролины, урожденной Мейер. Его крёстным отцом был Рихард Вагнер. После окончания гимназии изучал немецкую филологию и историю в Вюрцбургском и Мюнхенском университетах. Продолжил обучение в Лейпцигском и университете Бреслау. Посещал лекции в Берлинском, университете Страсбурга и Сорбонне.
В 1890 году получил докторскую степень. В 1895 году прошёл процесс хабилитации в Гейдельберге. С 1897 года — адъюнкт-профессор истории. В следующем году стал адъюнкт-профессором Мюнхенского технического университета, в 1900 году назначен профессором.
Сторонник идеи Великогерманского пути объединения Германии. После Первой мировой войны выступил с оправданием теории объяснявшей поражение Германии в Первой мировой войне обстоятельствами не военного, а внутриполитического характера.
Был председателем правой немецкой боевой лиги против лжи о вине Германии в развязывании Первой мировой войны. После 30 лет преподавания, ушёл в отставку и по праву майората, унаследовал родовой замок Бертольдсхайм. Умер в возрасте 74 лет и был похоронен на кладбище Роттах-Эгерн.

## Награды
- Орден Красного Орла IV степени, 1900 г.
- Медаль принца-регента Луитпольда Баварского, 1911 г.
- Баварский Орден Святого Михаила III Класс, 1918 г.
- Тайный советник, 1923 г.

## Избранные труды

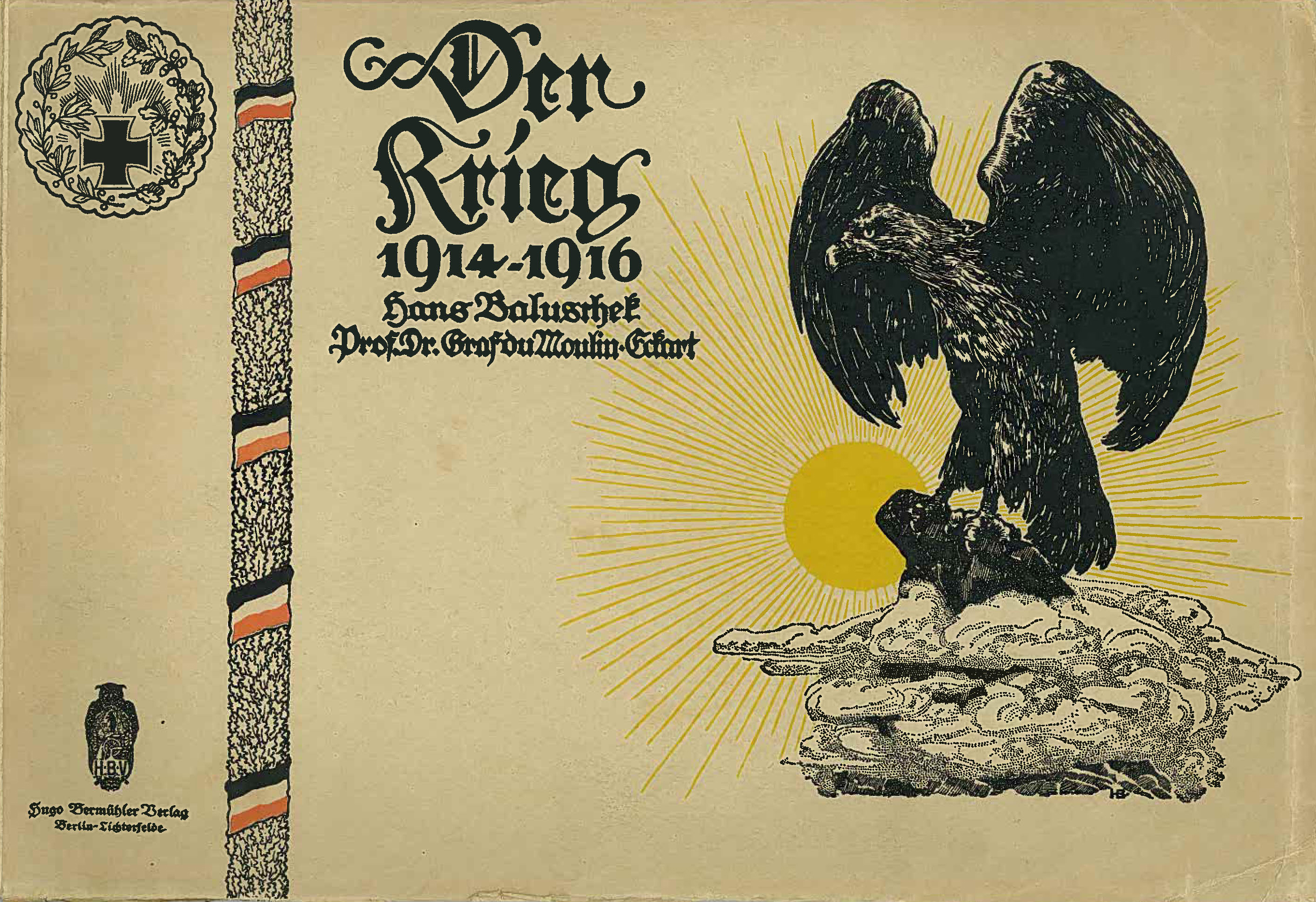
Обложка книги «Война 1914—1919» («Der Krieg 1914—1919»)

- Luitpold von Bayern: Ein historischer Rückblick, Fr. Lehmann, Zweibrücken 1901.
- Die Suevia zu Landshut und München : 1803—1903. Knorr & Hirth, München 1903.
- Bismarck. Der Mann und das Werk. Union, Stuttgart 1915.
- Cosima Wagner. Ein Lebensbild zu ihrem 80. Geburtstage, Bayreuth: Gießel 1918.
- Hans von Bülow. Rösl, München 1921.
- Wahnfried. F. Kistner & C.F.W. Siegel, Leipzig 1925.
- Vom alten Germanien zum neuen Reich. Zwei Jahrtausende deutscher Geschichte. Union, Stuttgart 1926.
- Geschichte der deutschen Universitäten, Stuttgart: F. Enke 1929 (Nachdruck Olms, Hildesheim 1976).
- Cosima Wagner. Ein Lebens- und Charakterbild, 2 Bde. Drei Masken Verlag, München 1929 f.
- Die Herrin von Bayreuth. Drei Masken Verlag, München 1930.

Автор биографий Отто фон Бисмарка, Ханса фон Бюлова и Козимы Вагнер.